# Piney Gir

Piney Gir (Foto: Vicki Churchill)

Piney Gir (* als Angela Dawne Penhaligon in Kansas City, Kansas) ist eine US-amerikanische Sängerin.

## Biografie

### Vorgeschichte, Einflüsse
Piney Gir wurde in Kansas City geboren und wuchs in Missouri auf. Ihr Vater, ein Anhänger der Pentecostal Church (dt.: Pfingstbewegung), hatte eine Abneigung gegen weltliche Dinge wie Popmusik. Seit ihrem vierten Lebensjahr nahm sie Klavierunterricht, und in der Gemeinde war sie „das kleine Mädchen mit der guten Stimme“ (Zitat aus einem Interview). Nachdem sich ihre Eltern 1989 scheiden ließen und sie mit ihrer Mutter fortzog, begann für Piney Gir ein neues Leben. So ist es kein Wunder, dass die Kirchenmusik sie weniger beeinflusste als die von ihr favorisierten Bands Depeche Mode, Erasure und The Cure. Von 1992 bis 1998 studierte sie klassische Musik sowie bildende Kunst und belegte einige Kurse über zeitgenössische Musik. Anschließend siedelte sie nach London über. 1999 absolvierte sie am Central Saint Martins College of Art and Design Kurse in Mode, Film und Metallverarbeitung. Seither arbeitet sie für das Label Mute Records.

### Vic Twenty
Als Sängerin und Keyboarderin unterstützte sie Adrian Morris, der unter dem Namen Vic Twenty auftrat. Der Name spielt auf den Computer Commodore VC 20 an und unterstreicht den musikalischen Stil dieser Formation: Synthie-Pop. Nach nur einer Single, die auf Mute Records erschien, verließ Piney Gir im Jahr 2003 Vic Twenty.

### The Schla La Las, Solo
Seitdem ist sie einerseits Mitglied der Frauenband The Schla La Las, andererseits aber auch als Solistin tätig und tritt im Vorprogramm von Erasure auf. Im Juli 2004 erschien das Solo-Debütalbum Peakahokahoo unter dem Label Truck Records. Auffällig ist ihr Cockney-Akzent sowie ein ironischer, humorvoller Stil vieler Stücke. Dies gilt insbesondere für die Titel K-I-S-S-I-N-G und für den im Duett mit Simple Kid gesungenen Nightsong. Abgesehen von Que Sera Sera (im Original von Doris Day) und einer eigenwilligen megafonverzerrten Version des Who-Klassikers My Generation enthält das Album Eigenkompositionen. Als Gastmusiker sind die langjährigen Backgroundsängerinnen von Erasure – Val(erie) Chalmers und Ann-Marie Gilkes – zu hören, die Piney Gir während ihrer Zeit mit Vic Twenty kennengelernt hatte. Für das zweite Album Hold yer horses (2006) wurden mehrere Stücke des Debüts erneut eingespielt.

## Diskografie

### Alben
- 2004: Peakahokahoo
- 2006: Hold Yer Horses

### Singles
- 2004: Janet Schmanet / Kissing / Sweet
- 2004: Creature / Ruth Is Coming to America / Jingle De Lo Marcelo Crivella
- 2004: Greetings, Salutations, Goodbye
- 2006: Great Divide – 2 Versionen mit verschiedenen B-Seiten
- 2006: I Don’t Know Why I Feel Like Crying But I Do / I’m AaTrain
- 2007: Greetings, Salutations, Goodbye / Ease Down the Road / Greetings, Salutations, Goodbye

## Dies und Das
Der Künstlername Piney Gir rührt aus ihrer Kindheit. Wer sie nach ihrem Namen fragte, erhielt als Antwort: „I’m Piney and I’m a gir(l)“. Ähnlichen Ursprungs ist der Albumtitel Peakahokahoo, der einen Fantasievogel bezeichnet.